# Malevil (téléfilm)
Pour les articles homonymes, voir Malevil (homonymie).

Malevil est un téléfilm français réalisé par Denis Malleval en 2010, produit par Chloé Grunwald et diffusé sur France 3.

## Synopsis
Après une explosion, sans doute nucléaire, qui a ravagé la surface de la planète, les habitants du Château de Malevil, survivants, tentent de s'organiser et de reprendre goût à la vie.

## Fiche technique
- Titre : Malevil
- Réalisation : Denis Malleval
- Scénario : Jean Rouaud d'après l'œuvre de Robert Merle
- Image : William Watterlot
- Montage : Johanna Turpeau
- Décors : Hervé Leblanc
- Costumes : Sylvie Pensa
- Production : Franck Nicolas
- Musique : Mozart et Jean Musy
- Pays :  France
- Langue : Français
- Genre : science-fiction
- Durée : 1h55 minutes

## Distribution
- Anémone : Madame Menou
- Bernard Yerlès : Emmanuel Comte
- Jean-Pierre Martins : Grégoire
- Slony Sow : Thomas
- Émilie de Preissac : Sara
- Pierre Val : Colin
- Jean-François Garreaud : Arnaud de Tréguy
- Hélène Degy : Britt
- Zoé Postigo : Emma
- Patrick Medioni : l'homme au lance-pierres
- Roland Berger : Ben
- Vincent Bersoulle : Beau-père de Sara

## Autour du film
- Il s'agit de la deuxième adaptation du livre de Robert Merle après le film Malevil, réalisé par Christian de Chalonge et sorti en 1981.

- Le téléfilm a été tourné en octobre et novembre 2009 en Aveyron : au Château de Montaigut, aux Baumes sur le Larzac, à St Jean d'Alcas, commune de Saint-Jean-et-Saint-Paul ; et à Celles (Hérault).